# 瓦茨瓦夫·谢尔宾斯基

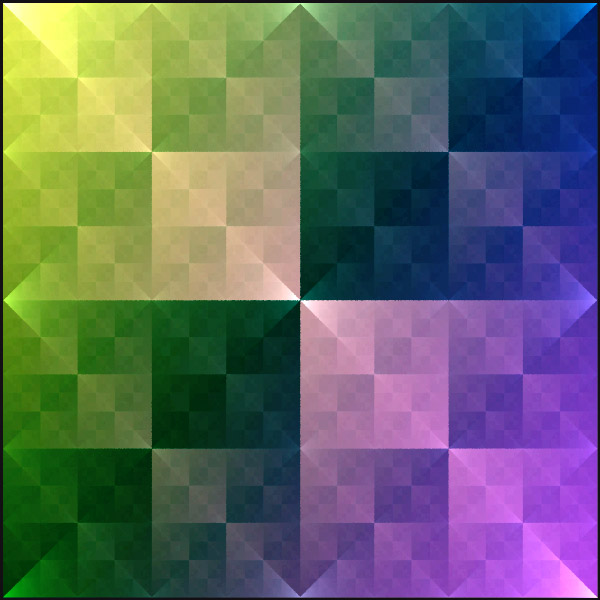
谢尔宾斯基方

謝爾賓斯基三角形，它的豪斯多夫維是log(3)/log(2) ≈ 1.585。

瓦茨瓦夫·弗朗齐歇克·谢尔宾斯基（波蘭語：Wacław Franciszek Sierpiński，1882年3月14日—1969年10月21日），一译谢尔平斯基，波兰数学家。他以对集合论（对选择公理和连续统假设的研究）、数论、函数的理论和拓扑学的出色贡献而闻名。他共出版了超过700篇的论文和50部著作，这当中有两部，“一般拓扑学入门”（1934年）和“一般拓扑学”（1952年）后来被加拿大数学家賽西莉雅·克里格译成英文。 
两个著名的分形是根据他的名字命名，谢尔宾斯基三角形和谢尔宾斯基地毯；另外还有谢尔宾斯基数和谢尔宾斯基问题也是以他的名字命名。

## 教育
谢尔宾斯基1899年注册于华沙大学数学物理系，四年后毕业。1903年，当他还在华沙大学时，数学物理系设立了一个奖学金，以奖励学生的数论方面的优秀论文。谢尔宾斯基的论文获得了金质奖章，也因此而为他的第一个主要的数学贡献奠定了基础。因为不愿意使用俄语出版，直到1907年，他才将其出版在了萨穆埃尔·迪克施泰因的数学杂志（The Works of Mathematics and Physics）上。
1904年毕业后，谢尔宾斯基在华沙的一所学校任数学和物理老师。当学校因为罢工而关闭，谢尔宾斯基决定到克拉科夫攻读博士学位。在克拉科夫的亞捷隆大學他做斯坦尼斯瓦夫·扎伦巴的助教教授数学，同时也学习天文学和哲学。1908年，谢尔宾斯基获得了博士学位并被委派到罗乌大学。

## 数学方面的贡献
1907年，当他偶然遇到了这样一个理论：平面上的点可以限定一个坐标，他第一次对集合论感兴趣。他写信给塔德乌什·巴纳希耶维奇（那时在哥廷根），询问他这样的结论怎么可能。他得到的回答只有一个词——“格奥尔格·康托尔”。1909年，谢尔宾斯基开始研究集合论。
谢尔宾斯基保持着难以置信的研究论文和著作的产出。1908年到1914年，他还是罗乌大学教师时，他出版了三部著作和许多研究论文。这三本著作是：无理数原理（1910年），集合论概论（1912年），数论（1912年）。
1914年开始的一战，他和他的家人都在俄国。为了逃避对在波兰的外国人的迫害，他在莫斯科度过了战争的后几年，与尼古拉·盧津一同工作。他们一同研究分析集合。1916年，谢尔宾斯基给出了第一个绝对正规数的例子。
1918年，一战结束时，他返回了利沃夫。恢复了他在罗乌的职位后不久，他收到华沙大学的邀请函，并接受了。1919年，他成为了华沙大学的教授，并在此度过了余生。
1920年，他同齐格蒙特·雅尼谢夫斯基以及谢尔宾斯基以前的学生斯特凡·马祖尔凯维奇三人一起创建了重要的数学刊物《数学基础》（Fundamenta Mathematica）。谢尔宾斯基本人主要负责编辑集合论部分。 
在这期间，谢尔宾斯基主要研究集合论，但也研究了点集拓扑学和函数的自由变量。集合论当中，他的贡献主要是选择公理和连续统假设。还有我们现在所知道的謝爾賓斯曲線。谢尔宾斯基继续同卢津合作研究分析和投影集合。他研究函数的自由变量包括函数项级数（functional series）、函数的导数和貝爾分類法（Baire's classification）。 
谢尔宾斯基还深刻的影响了数学在波兰的发展。1921年，他成为华沙大学教务长。1928年，他成为华沙科学协会副主席，同年，当选波兰数学协会主席。
谢尔宾斯基著有724篇论文和50本著作。他1960年时作为华沙大学教授退休，但是仍然继续在华沙科学院的数论方面的研究生课程直到1967年。他仍然继续他的编辑工作，做《算數學報》的责任编辑，还是Rendiconti dei Circolo Matimatico di Palermo、Composito Matematica和Zentralblatt für Mathematik编辑部成员。

## 荣誉
荣誉学位：罗乌大學（1929年）、國立聖馬爾科斯大學（1930年）、阿姆斯特丹大學（1931年）、塔爾圖大學（1931年）、索非亞大學（1939年）、布拉格大學（1947年）、弗羅茨瓦夫大學（1947年）、勒克瑙大學（1949年）和莫斯科国立大学（1967年）。 
他还当选利马地理协会（1931年）、列日皇家科学协会（1934年）、保加利亚科学院（1936年）、利马国家学院（1939年）、那不勒斯皇家科学协会（1939年）、罗马的意大利科学院（1947年）、德国科学院（1950年）、美洲科学院（1959年）、巴黎学院（1960年）、荷兰皇家学院（1961年）、布鲁塞尔科学院（1961年）、伦敦数学协会（1964年）、罗马尼亚学院（1965年）和教皇科学院（1967年）。 
谢尔宾斯基於华沙逝世，享壽87歲，安葬在華沙的波瓦茨科公墓。